# 그러나 죄인은 용과 춤춘다
《그러나 죄인은 용과 춤춘다》(されど罪人は竜と踊る)는 아사이 라보가 집필한 라이트 노벨 작품이다. 일러스트는 미야기가 담당했다. 제7회 스니커 대상 〈장려상〉 수상작. 통칭 「사레류」. 원래 가도카와 스니커 문고 발행되고 있었으나, 그 후 쇼가쿠칸 가가가 문고로 이적했다. 가가가 문고판에 대해서는 《그러나 죄인은 용과 춤춘다 Dances with the Dragons》(されど罪人は竜と踊る Dances with the Dragons)를 참조.
「주식」(咒式)이라는 과학과 마법이 융합된 독특한 기술을 기반으로 한 판타지. 잔혹하다고도 말할 수 있는 이야기와 표현 방법과 연출 방법 때문에 「일본 최초의 암흑 라이트 노벨」이라고 불리는 작품이다.